# Annick Massis

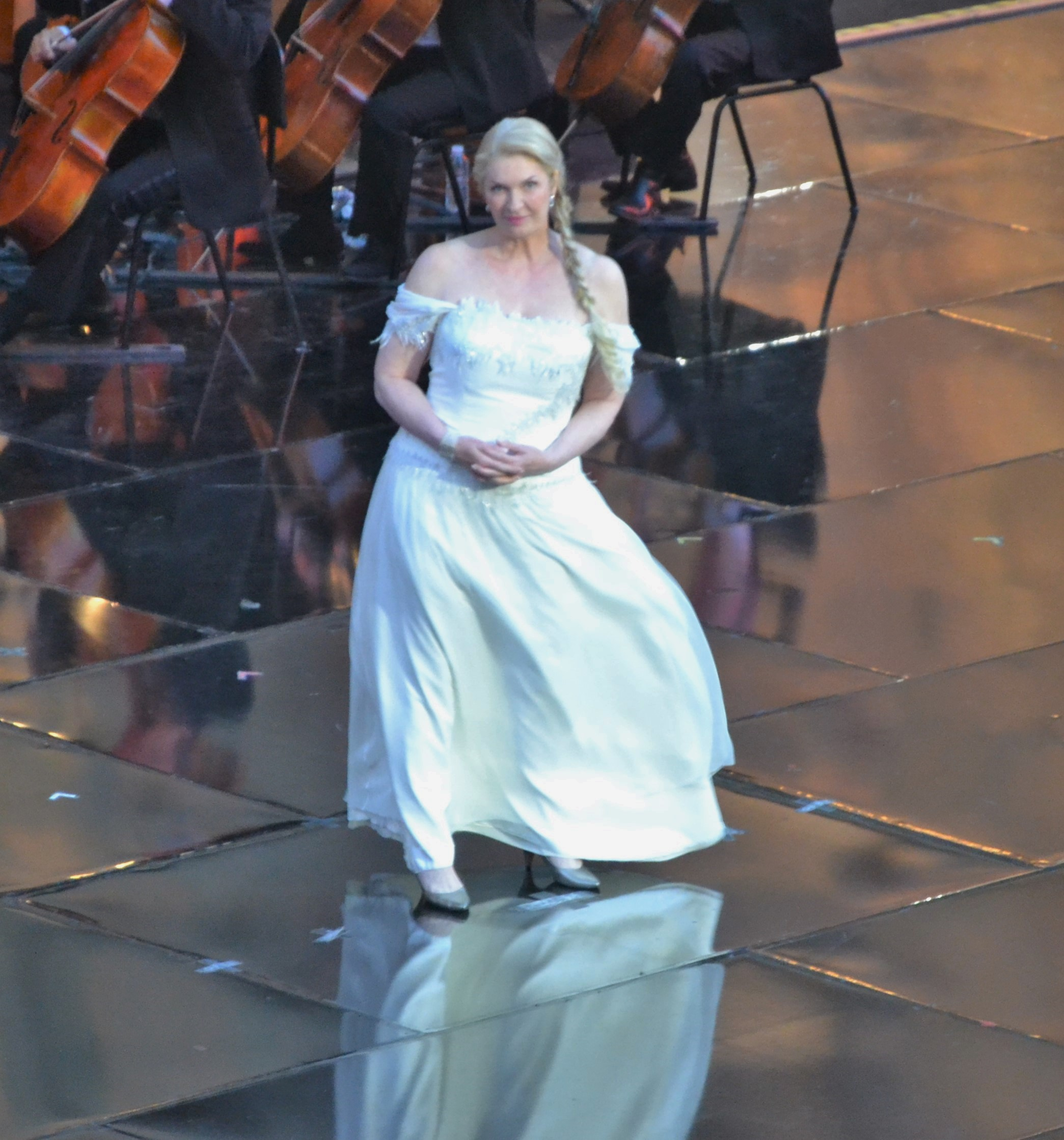
Annick Massis en un musical en 2015.

Annick Massis (1958) es una soprano francesa de coloratura,  destacada intérprete de Mozart y del bel canto italiano.
Estudió en el Conservatoire Francis Poulenc de París debutando en 1990 en Toulouse donde en 1999 también cantó Lucia di Lammermoor . Ha cantado en el Metropolitan Opera, La Scala, Arena de Verona, Festival de Salzburgo, Glyndebourne, Florencia, Pesaro, París, Marsella, y Niza, entre otros teatros líricos.

## Discografía

### CD
- Bizet, Los pescadores de perlas, Orquesta del Teatro La Fenice, Marcello Viotti, Dynamic.
- Boïeldieu, La dama blanca, Ensemble Orquestal de París, Marc Minkowski, EMI.
- Donizetti, Elvida, Orquesta Filarmónica de Londres, Antonello Allemandi, Opera Rara.
- Donizetti, Francesca di Foix, Orquesta Filarmónica de Londres, Antonello Allemandi, Opera Rara.
- Ibert, Persée et Andromède, Orquesta Filarmónica de Estrasburgo, Jan Latham-Koenig, Avie.
- Meyerbeer, Margherita d'Anjou, Orquesta Filarmónica de Londres, Antonello Allemandi, Opera Rara.
- Mozart, Lucio Silla, Orquesta del Teatro La Fenice, Tomas Netopil, Dynamic.
- Pacini, Paventa Insano, Orquesta Filarmónica de Londres, dir. David Parry, Opera Rara.
- Rameau, Anacréon, Les Musiciens du Louvre, Marc Minkowski, Archiv.
- Rossini, Matilde di Shabran, Orquesta Sinfónica de Galicia, Riccardo Frizza, Decca.
- Rossini, L'inganno felice, Le Concert des Tuileries, Marc Minkowski, Erato.
- Thomas, Mignon, Ensemble Orquestal Harmonia Nova, Stéphane Denève, Accord.
- Handel, "La Resurrezione", Marc Minkowski, Archiv.

### DVD
- Mozart, Lucio Sila, Orquesta del Teatro La Fenice, Tomas Netopil, Dynamic.
- Bizet, Los pescadores de perlas, Orquesta del Teatro La Fenice, Marcello Viotti, Dynamic.
- Rossini, El conde Ory, Orquesta Filarmónica de Londres, Andrew Davis, NVC Arts.